# SpaceX第六次星艦軌道試飛任務
第六次星艦軌道試飛任務（IFT-6）是由SpaceX於2024年11月19日22:00 UTC發射的第六次星艦全系統聯合發射測試飛行。
此次助推器B13未能進行發射塔回收測試，改採濺落墨西哥灣。星艦S31飛行軌跡和IFT-5相似，過程中進行單個猛禽發動機在軌開機測試，以及移除兩段飛船側面隔熱瓦以測試未來星艦第二級回收硬體的安裝位置，並在最後下降階段星艦將以更高的迎角飛行測試襟翼控制的限制。

## 發射載具BS1331

##### B13
超重型助推器B13於2024年2月3日組裝完成。4月25日，B13被運至梅西（Masseys）測試場進行低溫測試。4月26日，B13完成首次低溫測試，並於4月29日進行了第二次低溫測試。5月3日，B13被移至Mega Bay 1，並被放至引擎安裝台3(Engine Installation Stand 3)上。22日，B13被移至發射場。24日，B13在發射台上進行了低溫測試，隨後進行全發動機靜態點火測試，並被被運回Mega Bay 1。11月14日，B13被移至發射場並被置於發射台上。16日，B13的FTS安裝完成。
此次助推器B13的33具猛禽發動機皆成功點燃，返程點火(Boostback Burn)時中心13具發動機也運作正常；發射後3分58秒，控制室表示助推器放棄回收，改變飛行軌跡至墨西哥灣濺落，SpaceX在官網表示因發射塔檢查未通過而導致終止回收測試。

##### S31
星艦S31於2023年12月14日被移至火箭花園（Rocket Garden），隨後於2024年1月4日被移回High Bay。5月11日，S31被運至梅西（Masseys）測試場進行低溫測試。5月12日，S31進行了低溫測試，但由於電氣異常而提前結束。5月15日，它被送回生產基地進行維修。7月1日，S31再次返回Masseys進行低溫測試。7月2日和7月3日進行了低溫測試。7月5日，S31被移至Mega Bay 2。7月22日開始進行引擎安裝。7月25日，S31被移至High Bay進行額外工作。S31的熱防護系統(TPS)更換工作於8月初開始。9月6日，S31被運至梅西(Masseys)測試場進行靜態點火。8日，原先的靜態點火因天氣不佳中止。18日，S31成功進行6發動機靜態點火測試。20日，S31被移運回生產線(Production Site)上。11月11日，S31被移至發射場。
星艦S31成功點燃所有猛禽發動機並在發射後8分28秒關機沿跨地球軌道飛行。發射後37分45秒一具猛禽發動機點燃4秒測試其於低重力環境的點火能力。開始再入大氣層後星艦用更高的攻角飛行以測試其襟翼控制的限制，過程中右前襟翼因高溫出現部分蓋板脫落，側面移除隔熱瓦的部分出現高溫燃燒後的變色現象。發射後1小時5分9秒星艦開始著陸點火(Landing Burn)並於發射後1小時5分45自爆。
2023年11月24日，馬斯克表示S31或S32將會是最後一艘V1星艦。2024年1月10日，S32被移至火箭花園。6月21日，FCC確認第七次飛行(IFT-7)將使用V2型號的星艦，S32將不會進行飛行。

## 任務進程

##### 2024年

###### 9月
- 18日，S31成功進行全發動機靜態點火測試[27]。
- 20日，S31被移運回生產線(Production Site)上[28]。

###### 10月
- 22日，B13被移至發射場[9]。
- 24日，B13在發射台上進行了低溫測試[10]，隨後進行全發動機靜態點火測試[11]，並被被運回Mega Bay 1[12]。

###### 11月
- 07日，SpaceX表示IFT-6將不早於11月18日發射[2]。
- 11日，S31被移至發射場[29]。
- 12日，S31的FTS安裝完成[33]。
- 14日，B13被移至發射場並被置於發射台(OLM)上[13]。
- 14日，B13和S31完成首次堆疊全栈[34]。
- 15日，SpaceX表示IFT-6最早将于美国中部时间11月19日下午4点启动。[35]
- 16日，B13的FTS安裝完成[14]。
- 17日，BS1331完成了部分濕式彩排[36]。
- 19日，星艦BS1331成功離開發射台，助推器B13因發射塔檢查未通過而導致終止回收測試，改為於受控濺落海面。星艦S31成功於太空中點燃一具猛禽發動機，最終在印度洋成功溅落[1]。

## 發射程序
| 預定時間   | 發射程序                                                                            | 實際時間   | 備註                               |
| ---------- | ----------------------------------------------------------------------------------- | ---------- | ---------------------------------- |
| T-01:15:00 | 發射總監進行各部門投票決定是否開始加註推進劑                                        | T-01:13:XX |                                    |
| T-00:49:50 | 星艦S31液態甲烷開始裝載                                                             | T-00:49:XX |                                    |
| T-00:49:21 | 星艦S31液態氧開始裝載                                                               | T-00:49:XX |                                    |
| T-00:41:15 | 助推器B13液態甲烷開始裝載                                                           | T-00:41:XX |                                    |
| T-00:35:39 | 助推器B13液氧開始裝載                                                               | T-00:41:XX |                                    |
| T-00:19:40 | 星艦S31及助推器B13猛禽發動機開始預冷                                                | T-00:16:XX |                                    |
| T-00:03:20 | 星艦S31液態甲烷及液氧加注完成                                                       | T-00:02:XX |                                    |
| T-00:02:50 | 助推器B13液態甲烷及液氧加注完成                                                     | T-00:02:XX |                                    |
| T-00:00:30 | 發射總監確認是否進行發射                                                            | T-00:00:25 |                                    |
| T-00:00:10 | 火焰偏轉器(水冷鋼板)啟動                                                            | T-00:00:07 |                                    |
| T-00:00:03 | 助推器B13猛禽發動機開始啟動程序                                                     | T-00:00:02 |                                    |
| T+00:00:00 | 等待所有發動機增加至指定推力                                                        | N/A        |                                    |
| T+00:00:02 | 升空                                                                                | T+00:00:02 |                                    |
| T+00:01:02 | 星艦BS1331達最大動壓點(Max-Q)                                                       | T+00:01:02 |                                    |
| T+00:02:32 | 助推器B13大部分猛禽發動機關機(MECO-Most Engines Cut Off)                            | T+00:02:34 |                                    |
| T+00:02:39 | 熱分級Hot-Staging開始，星艦S31上的猛禽發動機啟動，脫離助推器B13                     | T+00:02:40 |                                    |
| T+00:02:44 | 助推器B13返程點火(Boostback Burn)推進開始                                           | T+00:02:45 |                                    |
| T+00:03:38 | 助推器B13返程點火推進結束                                                           | T+00:03:35 |                                    |
| T+00:03:40 | 助推器B13拋棄熱分離環                                                               | T+00:03:52 |                                    |
| T+00:06:25 | 助推器B13減速至亞音速                                                               | T+00:06:34 |                                    |
| T+00:06:38 | 助推器B13著陸點火開始                                                               | T+00:06:34 |                                    |
| T+00:07:00 | 機械臂夾住助推器B13並結束著陸點火                                                   | N/A        | T+00:03:58 Booster Offshore Divert |
| N/A        | 助推器B13濺落海面結束著陸點火                                                       | T+00:06:54 |                                    |
| T+00:08:27 | 星艦S31上的猛禽發動機關機，開始沿跨地球軌道飛行                                     | T+00:08:28 |                                    |
| T+00:37:46 | 星艦S31在軌猛禽發動機開機測試                                                       | T+00:37:45 | 開機4秒                            |
| T+00:47:13 | 星艦S31再入大氣層                                                                   | T+00:39:30 |                                    |
| T+01:02:06 | 星艦S31減速至跨音速                                                                 | T+01:02:46 |                                    |
| T+01:03:12 | 星艦S31減速至亞音速                                                                 | T+01:03:21 |                                    |
| T+01:04:56 | 星艦S31開始轉身著陸（Landing Flip），為了發動機點火將星艦艦身由水平翻轉為垂直於地面 | T+01:05:09 |                                    |
| T+01:05:01 | 星艦S31著陸點火（Landing Burn）開始                                                 | T+01:05:09 |                                    |
| T+01:05:24 | 星艦S31濺落印度洋                                                                   | +01:05:29  |                                    |

## 發射資訊
| 發射時間                 | 軌道         | 原型序號 | 現狀           | 發射地點     | 降落地點 | 試飛時間     | 回收結果             | 結果 |
| ------------------------ | ------------ | --- | -------------- | ------------ | -------- | ------------ | -------------------- | ---- |
| 2024年11月19日 22:00 UTC | 跨大氣層軌道 | S31 | 濺落海面後自爆 | 德州博卡奇卡 | 印度洋   | 1小時5分29秒 | 不適用               | 成功 |
| 2024年11月19日 22:00 UTC | 跨大氣層軌道 | 進行了在軌猛禽發動機開機測試，及拆除兩側部分隔熱瓦驗證測試未來星艦第二級回收硬體的安裝位置，最終濺落於印度洋。 |                |              |          |              |                      |      |
| 2024年11月19日 22:00 UTC | 跨大氣層軌道 | B13 | 濺落海面後自爆 | 德州博卡奇卡 | 墨西哥灣 | 6分54秒      | 放棄回收改為濺落海面 | 成功 |
| 2024年11月19日 22:00 UTC | 跨大氣層軌道 | 因發射塔檢查未通過而導致終止回收測試，改變飛行軌跡至墨西哥灣濺落。                                             |                |              |          |              |                      |      |